# 356 Liguria
356 Liguria eller A893 BE är en stor asteroid i huvudbältet, som upptäcktes 21 januari 1893 av den franske astronomen Auguste Charlois. Den har fått sitt namn efter Ligurien regionen i nordvästra Italien.
Asteroiden har en diameter på ungefär 145 kilometer.